# Giorgio van Straten
Giorgio van Straten (Firenze, 6 luglio 1955) è uno scrittore, traduttore, direttore artistico e dirigente pubblico italiano.

## Biografia
Van Straten nasce a Firenze il 6 luglio del 1955 da una famiglia di origine ebreo-olandese da parte di padre e fiorentina da parte di madre. Esordisce nel 1987 con il romanzo Generazione, edito da Garzanti, e nel 2000 vince il premio Viareggio con Il mio nome a memoria (Arnoldo Mondadori Editore), romanzo in cui ripercorre la storia della sua famiglia, dal 1811 ad oggi.
All'attività di romanziere, affianca curatele e traduzioni. Ha curato la pubblicazione di Ebraismo e antiebraismo: immagine e pregiudizio, Giuntina, 1989, Autobiografia di un giornale. "Il Nuovo Corriere" di Firenze, 1947-1956, Editori Riuniti, 1989 e Romano Bilenchi, La ghisa delle Cure e altri scritti, Cadmo 1997. Ha tradotto Il giardino segreto di Frances Hodgson Burnett (Giunti, 1992), Il richiamo della foresta di Jack London (Giunti, 1994), Il libro della Giungla di Rudyard Kipling (Giunti, 1995) e Il Padiglione sulle dune di Robert Louis Stevenson (L'Unità, 1997). 
È anche autore di testi per musica e teatro musicale: Tre voci per voce recitante, orchestra d'archi, percussione e nastro magnetico, musica di Giorgio Battistelli, Commissione della Sagra Musicale Umbra (Prima esecuzione: Assisi, 19 settembre 1996); Auf den Marmorklippen (Sulle scogliere di marmo), dal romanzo omonimo di Ernst Jünger, musica di Giorgio Battistelli (Prima rappresentazione: Nationaltheater, Mannheim 8 marzo 2002); Open, Air, musica di Andrea Molino, Commissione della Società Aquilana dei Concerti (Prima esecuzione: L'Aquila, 4 agosto 2012); - Qui non c'è perché -, progetto di teatro musicale multimediale di Andrea Molino (prima rappresentazione: Teatro Comunale di Bologna, 24 aprile 2014).
Direttore negli anni ottanta dell'Istituto Gramsci Toscano, Presidente dell'Orchestra regionale toscana dal 1985 fino al 2003, ha ricoperto per cinque anni (1997-2002) il ruolo di consigliere di amministrazione della Biennale di Venezia e, nello stesso periodo (1998-2002), è stato Presidente dell'AGIS. Dal 2002 al 2005 Sovrintendente della Fondazione Teatro del Maggio Musicale Fiorentino, è stato, dal 2005 al 2008, Presidente dell'Azienda Speciale Palaexpo di Roma, che gestiva allora il Palazzo delle Esposizioni, le Scuderie del Quirinale, la Casa del Jazz e la Casa del Cinema. 
Dal febbraio 2009 al luglio 2012 è stato membro del Consiglio di Amministrazione della RAI.
Dal luglio 2015 al luglio 2019 è stato direttore dell'Istituto Italiano di Cultura a New York. Nel settembre 2020 è stato nominato Presidente della Fondazione Alinari per la Fotografia (FAF).

## Opere
- Generazione (Garzanti, 1987) finalista al Premio Bergamo[2]
- Hai sbagliato foresta (Garzanti, 1989) - Premio "Il Ceppo"
- Ritmi per il nostro ballo (Marsilio, 1992)
- Corruzione (Giunti, 1995) - Premio Castiglioncello
- Il mio nome a memoria (Mondadori, 2000; nuova edizione Francesco Brioschi Editore, 2020) - Premio Viareggio;[3] Premio Procida-Isola di Arturo-Elsa Morante;[4] Premio Adei-Wizo; Zerilli-Marimò Prize for Italian Fiction (New York)[5]. Tradotto in inglese, spagnolo e olandese.
- L'impegno spaesato – Decalogo di un uomo di sinistra (Editori Riuniti, 2002)
- La verità non serve a niente (Mondadori, 2008)
- Storia d'amore in tempo di guerra (Mondadori, 2014) - Premio Società dei Lettori; Premio Giacomo Matteotti
- Storie di libri perduti (Laterza, 2016). Tradotto in inglese, francese, tedesco, spagnolo, portoghese, brasiliano, coreano, cinese e turco.
- Una disperata vitalità  (HarperCollins, 2022)
- Invasione di campo. Quando la letteratura racconta la storia (Laterza, 2023)
- La ribelle. Vita straordinaria di Nada Parri (Laterza, 2025)